# Зеленчик філіппінський
Зеленчик філіппінський (Chloropsis flavipennis) — вид горобцеподібних птахів родини зеленчикових (Chloropseidae).

## Поширення
Ендемік Філіппін. Трапляється на островах Мінданао, Лейте, Самар. Вважається, що птах вимер на острові Себу (востаннє він там спостерігався у 1920 році). Кругом рідкісний. Мешкає у тропічних дощових лісах.

## Опис
Птах завдовжки 19 см. Тіло міцної статури. Дзьоб конічний, довгий, ледь зігнутий. Крила заокруглені. Хвіст квадратний. Ноги міцні.
В забарвленні оперення переважає зелений колір — темніший зверху і жовтувато-зелений на череві. Статевий диморфізм майже відсутній, лише у самиць менш чіткий жовтуватий відтінок на череві.

## Спосіб життя
Живе у вологих тропічних лісах з густим пологом. Активний вдень. Трапляється поодинці або під час шлюбного періоду парами. Про раціон та розмноження даних бракує, але вони ймовірно не відрізняються від інших видів зеленчикових.